# Anete Sietiņa
Anete Sietiņa (* 2. Mai 1995 in Limbaži als Anete Kociņa) ist eine lettische Leichtathletin, die sich auf den Speerwurf spezialisiert hat.

## Sportliche Laufbahn
Erstmals international in Erscheinung trat Anete Sietiņa bei den Jugendweltmeisterschaften in Donezk 2013, bei denen sie mit 54,26 Metern die Bronzemedaille gewann. 2014 nahm sie an den Juniorenweltmeisterschaften in Eugene teil und schied dort in der Qualifikation aus. 2015 gewann sie bei den U20-Europameisterschaften im schwedischen Eskilstuna die Silbermedaille. 2017 gewann sie bei den U23-Europameisterschaften in Bydgoszcz die Silbermedaille hinter der Olympiasiegerin Sara Kolak aus Kroatien und verbesserte dort ihre Bestmarke auf 64,47 Meter. Damit qualifizierte sie sich für die Weltmeisterschaften in London, bei denen sie als 13. der Qualifikation ausschied. Wenige Wochen später belegte sie bei den Weltstudentenspielen in Taipeh den sechsten Platz. 2018 nahm Kociņa erstmals an den Europameisterschaften in Berlin teil, schied dort aber mit 57,48 m in der Qualifikation aus. Auch bei den Weltmeisterschaften im Jahr darauf in Doha reichten 56,70 m nicht für einen Finaleinzug. 2021 nahm sie an den Olympischen Sommerspielen in Tokio teil und schied dort mit 58,84 m in der Vorrunde aus.
2022 konnte sie verletzungsbedingt keine Wettkämpfe bestreiten und im Jahr darauf belegte sie bei den Weltmeisterschaften in Budapest mit 63,18 m im Finale den vierten Platz. 2024 gelangte sie bei den Europameisterschaften in Rom mit 59,34 m auf den siebten Platz. Anschließend wurde sie beim Herculis mit 59,58 m Dritte und verpasste dann bei den Olympischen Sommerspielen in Paris mit 60,47 m den Finaleinzug. 
In den Jahren 2021 und 2024 wurde Kociņa lettische Meisterin im Speerwurf.